# نیرچال (کانور)
نیرچال (به انگلیسی: Neerchal) یک منطقهٔ مسکونی در هند است که در بخش کنور واقع شده‌است.